# Chicago (2002)
Chicago is een Amerikaanse musicalfilm uit 2002 onder regie van Rob Marshall. De film is gebaseerd op de gelijknamige musical en won zes Oscars uit dertien nominaties. De hoofdrollen worden vertolkt door Renée Zellweger, Catherine Zeta-Jones, Richard Gere, Queen Latifah en John C. Reilly.

## Verhaal
Chicago, omstreeks 1929. De jazzmuziek is in volle bloei. Roxie Hart wil niets liever dan een beroemde ster worden met een eigen act in een nachtclub. Haar huwelijk met Amos Hart verloopt zonder passie en om die reden weigert ze geen avances van andere mannen. Ze heeft een affaire met Fred Casely, een man die belooft een ster van haar te maken. Nadat hij met haar naar bed is gegaan geeft hij toe dat hij geen connecties heeft met mensen uit de showbusiness en enkel seks met haar wilde. Roxie is razend en schiet hem dood. Uit wanhoop vraagt ze haar naïeve man om de schuld op zich te nemen. De politie heeft echter al snel door dat zij de schuldige is en ook haar man realiseert zich dat ze hem niet trouw was.
Roxie wordt naar de vrouwenafdeling van de Cook County Jail gestuurd. Hier wordt ze onder de hoede genomen van 'Mama' Morton, een corrupte bewaker die de celgenoten sigaretten belooft in ruil voor geld. In de gevangenis ontmoet Roxie haar idool Velma Kelly, een beroemde en beruchte zangeres die haar zus en echtgenoot heeft neergeschoten toen ze ontdekte dat ze minnaars van elkaar waren. Velma is de leider van een aantal andere criminelen die hun tijd uitzitten. Vrijwel iedereen is schuldig bevonden voor de moord op hun man en allen zijn overtuigd van hun eigen onschuld. Slechts één iemand onschuldig, een Hongaarse die als enige de doodstraf krijgt.
Aanvankelijk is niemand onder de indruk van Roxie, maar al snel wordt het duidelijk dat ze uit de groep springt. Ze maakt Velma boos als ze besluit dat ze diens succesvolle advocaat Billy Flynn voor zichzelf wil. Met het geld van haar man betaalt ze Flynn, die besluit haar veel publiciteit te geven. Hij legt haar een imago op van een naïeve en brave vrouw en al snel wint Roxie hiermee de harten van elke inwoner in Chicago. Ze geniet van al de publiciteit die ze krijgt en merkt dat Velma steeds meer in de vergetelheid raakt. Een wanhopige Velma doet zelfs een poging om gezamenlijk een act te maken, maar Roxie moet hier niets van weten.
Roxies populariteit neemt af als iedereen in de ban is van Kitty Baxter, een agressieve vrouw die haar man en diens minnaressen heeft vermoord. Roxie vreest dat haar lot hetzelfde zal zijn als die van Velma en doet alsof ze zwanger is. Iedereens ogen zijn weer gericht op Roxie en het wordt steeds duidelijker dat ze snel de cel uit zal komen. Velma doet er alles aan dit te voorkomen en steelt haar dagboek om hiermee de waarheid over de ware Roxie te onthullen. Met de hulp van Flynn wordt Roxie uiteindelijk toch vrijgesproken. Ze verliest hierna al snel haar bekendheid. Ze komt tot de ontdekking dat Flynn haar rechtszaak heeft gebruikt om Velma uit de dodencel te krijgen en ze wordt verlaten door haar man als ze aan hem toegeeft nooit zwanger te zijn geweest.
Roxie heeft op dat moment niets meer en ook haar pogingen op een carrière in het theater zijn tevergeefs. Ze krijgt een tweede aanbod van de inmiddels vrijgelaten Velma om gezamenlijk een act te vormen. Aanvankelijk denkt ze dat dit nooit zal werken, omdat ze een hekel aan elkaar hebben. Uit verlangen naar beroemdheid besluit ze het toch te doen en ze genieten uiteindelijk groots succes.

## Rolverdeling
| Acteur                  | Personage     |
| ----------------------- | ------------- |
| Renée Zellweger         | Roxie Hart    |
| Catherine Zeta-Jones    | Velma Kelly   |
| Richard Gere            | Billy Flynn   |
| Queen Latifah           | 'Mama' Morton |
| John C. Reilly          | Amos Hart     |
| Lucy Liu                | Kitty Baxter  |
| Taye Diggs              | Bandleider    |
| Colm Feore              | Harrison      |
| Christine Baranski      | Mary Sunshine |
| Dominic West            | Fred Casely   |
| Mýa Harrison            | Mona          |
| Deidre Goodwin          | June          |
| Ken Ard                 | Wilbur        |
| Denise Faye             | Annie         |
| Ekaterina Chtchelkanova | Hunyak        |
| Susan Misner            | Liz           |

## Productie

### Vergeefse pogingen
De musical waar de film op gebaseerd is, is gebaseerd op het gelijknamig toneelstuk. Deze was geïnspireerd op het leven van Beulah Annan en Belva Gaertner, twee vrouwen die in 1924 werden aangeklaagd voor moord in Chicago. De musical ging in 1975 in première en al snel daarna begonnen de voorbereidingen op een verfilming. Al in de jaren 70 kocht producent Martin Richards de filmrechten. Hij plande om het met Bob Fosse te verfilmen, met Liza Minnelli, Goldie Hawn en Frank Sinatra in de hoofdrollen. Voor een tijd werd gedacht dat Minnelli niet naast Hawn, maar naast Shirley MacLaine zou spelen, met Martin Scorsese als regisseur. Na veel oponthoud verwaterde het project na Fosses dood in 1987. In 1994 verkocht Richards de rechten aan Miramax Films.
Voor een tijd werd er niets gedaan met het project, maar toen de musical in 1996 opnieuw werd opgetreden op Broadway, kwamen er opnieuw plannen voor een verfilming. De studio wist zich echter geen raad met het materiaal en piekerde hoe het gemaakt zou moeten worden als film. Aanvankelijk werd Nicholas Hytner gevraagd om de film te regisseren. Dit wees hij af, omdat hij niet wist wat hij ervan moest maken. In 1998 besloot hij toch de film te regisseren, met Hawn en Madonna als Roxie en Velma. Ook Kathy Bates werd in de zomer van 1998 verzekerd van een rol. Hytner ontsloeg uiteindelijk Hawn om haar te vervangen door de veel jongere Charlize Theron.
Het bleek ingewikkeld om de film tot stand te krijgen en geruchten deden de ronde dat Miramax Films de film niet langer zou willen financieren. Er werd gezocht naar een andere filmstudio, die de film wilde verzekeren van een groter budget. 20th Century Fox en New Line Cinema leken hiervoor de beste alternatieven. Aan het eind van 1998 werd de hoop opgegeven dat de film ooit nog gemaakt zou worden. Richards had ruzie gekregen met Harvey Weinstein, de baas van Miramax. Daarnaast had Hytner voor de derde keer een script van Larry Gelbart afgewezen.

### Ontwikkeling
Er kwam een einde aan de twijfel toen Rob Marshall in 2000 ten tonele verscheen. Marshall had eerder een musicalfilm gemaakt en men had er vertrouwen in dat hij er een succesvolle film van zou kunnen maken. Hij was echter bezig met een verfilming van de musical Rent. Het verfilmen van Chicago leek hem interessanter en hij trok zich uiteindelijk terug van Rent om Chicago te maken. Marshall zag de film als een satire en vond het belangrijk dat de acteurs zelf zouden zingen en dansen. Daarom werd er voor een lange periode audities gehouden.
Voor de vrouwelijke hoofdrollen werden talloze actrices benaderd of overwogen. Al toen in april 2001 werd onthuld dat er dan toch een verfilming werd gemaakt, vielen namen als Catherine Zeta-Jones, Nicole Kidman, Gwyneth Paltrow, Jennifer Lopez, Cameron Diaz en Madonna. Ook Bette Midler, Michelle Pfeiffer, Toni Collette, Winona Ryder, Marisa Tomei, Pam Grier en Bebe Neuwirth bleven niet ongenoemd. Uiteindelijk was Zeta-Jones de eerste die gecast werd. In juli 2001 kreeg ze de rol van Velma Kelly. Pas daarna hield Marshall zich bezig met de geschikte kandidaat voor Roxie Hart. Voordat Renée Zellweger in augustus de rol kreeg, had Marshall al met tien actrices samengewerkt voor dezelfde rol.
Voor de rol van Billy Flynn werden verscheidene acteurs overwogen. Kevin Spacey, Robert De Niro, Kevin Kline, John Cusack en Steve Martin kwamen in aanmerking. Marshall zag John Travolta het liefst de rol op zich nemen, maar hij wees deze af. Later vertelde dat hij deze keuze betreurde en graag meer van zich had willen laten zien in een musical. Ditzelfde gold voor Hugh Jackman, een destijds 32-jarige acteur die de rol weigerde omdat hij vond dat hij te jong was. Hij merkte op dat er iets niet klopte als hij de rol zou spelen, maar benadrukte dat hij toch de poging had willen nemen. In september 2001 kreeg Richard Gere de rol. Hij had op dat moment niet veel ervaring met muziek. Wel had hij opgetreden op West End in de musical Grease en speelde hij de hoofdrol in de muzikale film The Cotton Club (1984).
Ook voor de kleinere rollen werden een aantal bekende acteurs of actrices benaderd. Marshall wilde graag Bates behouden voor de rol, maar zij had het te druk met de opnames van About Schmidt (2002). Hierna werd aangenomen dat Rosie O'Donnell aangesteld zou worden als haar vervangster. Uiteindelijk werd Queen Latifah gecast in oktober 2001. In dat najaar werd bekendgemaakt dat popzangeres Britney Spears een cameoverschijning zou maken. Tevens was het op een gegeven moment de bedoeling dat zangeres Janet Jackson een lied zou schrijven voor de film, maar dit kwam nooit tot stand.

### Opnames
Voordat ze in Chicago was gecast had Zellweger nog geen ervaring als zangeres of danseres. Ze gaf toe dat ze noch de musical, noch de liedjes kende en nog nooit voor een publiek had gezongen. Dit droeg erbij dat ze zich tijdens de voorbereidingen als 'ruimtewezen' voelde. Ze vertelde dat ze stomverbaasd was toen ze voor de eerste dag naar de set kwam en Zeta-Jones het lied All That Jazz zag oefenen. Zellweger zei dat ze zich naast haar voelde als een 'kleine muis'.
Marshall zag geen bedreiging in haar gebrek aan ervaring en voor Zellweger was er niet veel tijd om te twijfelen aan de kwaliteit van haar stem. Ze vertelde Marshall volledig te vertrouwen en dat het risico nemen waard vond. Marshall wilde dat alle liedjes gezongen en dansstukken gedanst zouden worden door de acteurs zelf. De crew- en castleden hadden echter maar zes weken om zich voor te bereiden. In deze periode werd er hard gewerkt. Zeta-Jones had destijds al een musicalachtergrond en was een goede mentor voor Zellweger. Gere vertelde dat hij geen problemen had met de zang, maar niet wist of hij bereid was om te tapdansen. Hij nam gedurende drie maanden lang les en de scène waarin hij moest tapdansen werd uiteindelijk in een halve dag opgenomen.
Onder andere speelde de in Nederland wonende jazz-zanger/acteur/danser, Ken Ard de rol van een van de vermoorde echtgenotes Wilbur uit de "Cellblock-tango scene met onder andere Zeta-Jones en Deïdre Goodwin.
Er werd veel rekening gehouden met de dans. Decors werden dusdanig gebouwd dat de dans centraal stond en kostuumontwerper Colleen Atwood ontwierp de kleren op die manier dat de acteurs vrij waren in hun beweging.

## Prijzen en nominaties
| Jaar | Prijs          | Categorie                          | Genomineerde(n)                                               | Uitslag     |
| ---- | -------------- | ---------------------------------- | ------------------------------------------------------------- | ----------- |
| 2003 | Academy Awards | Beste Film                         | Martin Richards                                               | Gewonnen    |
| 2003 | Academy Awards | Beste Vrouwelijke Bijrol           | Catherine Zeta-Jones                                          | Gewonnen    |
| 2003 | Academy Awards | Beste Montage                      | Martin Walsh                                                  | Gewonnen    |
| 2003 | Academy Awards | Beste Kostuumontwerp               | Colleen Atwood                                                | Gewonnen    |
| 2003 | Academy Awards | Beste Artdirection                 | John Myhre & Gordon Sim                                       | Gewonnen    |
| 2003 | Academy Awards | Beste Geluid                       | Michael Minkler, Dominick Tavella & David Lee                 | Gewonnen    |
| 2003 | Academy Awards | Beste Regisseur                    | Rob Marshall                                                  | Genomineerd |
| 2003 | Academy Awards | Beste Vrouwelijke Hoofdrol         | Renée Zellweger                                               | Genomineerd |
| 2003 | Academy Awards | Beste Mannelijke Bijrol            | John C. Reilly                                                | Genomineerd |
| 2003 | Academy Awards | Beste Vrouwelijke Bijrol           | Queen Latifah                                                 | Genomineerd |
| 2003 | Academy Awards | Beste Originele Nummer             | I Move On                                                     | Genomineerd |
| 2003 | Academy Awards | Beste Cinematografie               | Dion Beebe                                                    | Genomineerd |
| 2003 | Academy Awards | Beste Bewerkte Scenario            | Bill Condon                                                   | Genomineerd |
| 2003 | Golden Globes  | Beste Film - Musical of Komedie    | Chicago                                                       | Gewonnen    |
| 2003 | Golden Globes  | Beste Actrice - Musical of Komedie | Renée Zellweger                                               | Gewonnen    |
| 2003 | Golden Globes  | Beste Acteur - Musical of Komedie  | Richard Gere                                                  | Gewonnen    |
| 2003 | Golden Globes  | Beste Regisseur                    | Rob Marshall                                                  | Genomineerd |
| 2003 | Golden Globes  | Beste Actrice - Musical of Komedie | Catherine Zeta-Jones                                          | Genomineerd |
| 2003 | Golden Globes  | Beste Mannelijke Bijrol            | John C. Reilly                                                | Genomineerd |
| 2003 | Golden Globes  | Beste Vrouwelijke Bijrol           | Queen Latifah                                                 | Genomineerd |
| 2003 | Golden Globes  | Beste Script                       | Bill Condon                                                   | Genomineerd |
| 2003 | BAFTA Awards   | Beste Vrouwelijke Bijrol           | Catherine Zeta-Jones                                          | Gewonnen    |
| 2003 | BAFTA Awards   | Beste Geluid                       | Michael Minkler, Dominick Tavella, David Lee & Maurice Schell | Gewonnen    |
| 2003 | BAFTA Awards   | Beste Film                         | Martin Richards                                               | Genomineerd |
| 2003 | BAFTA Awards   | Beste Regisseur                    | Rob Marshall                                                  | Genomineerd |
| 2003 | BAFTA Awards   | Beste Vrouwelijke Hoofdrol         | Renée Zellweger                                               | Genomineerd |
| 2003 | BAFTA Awards   | Beste Vrouwelijke Bijrol           | Queen Latifah                                                 | Genomineerd |
| 2003 | BAFTA Awards   | Beste Cinematografie               | Dion Beebe                                                    | Genomineerd |
| 2003 | BAFTA Awards   | Beste Montage                      | Martin Walsh                                                  | Genomineerd |
| 2003 | BAFTA Awards   | Beste Kostuumontwerp               | Colleen Atwood                                                | Genomineerd |
| 2003 | BAFTA Awards   | Beste Filmmuziek                   | Danny Elfman, John Kander & Fred Ebb                          | Genomineerd |
| 2003 | BAFTA Awards   | Beste Productieontwerp             | John Myhre                                                    | Genomineerd |
| 2003 | BAFTA Awards   | Beste Make-up en Haar              | Jordan Samuel & Judi Cooper-Sealy                             | Genomineerd |

## Filmmuziek
Het album bestaat uit alle liedjes uit de film gezongen door de acteurs, daarnaast nog een extra liedje wat uit de film geknipt is, een nummer door Renée Zellweger en Catherine Zeta-Jones (onbekend waarvan), twee jazzstukken van Danny Elfman, een lied gezongen door Anastacia en een remix van Queen Latifah, Lil' Kim en Macy Gray.